# كادوما (أوساكا)
مدينة كادوما (بالإنجليزية: Kadoma)‏ هي أحد المدن التابعة لمحافظة أوساكا. تأسست رسميًا في 01/08/1963. ويقدر عدد سكانها بـ 130026 نسمة حسب تقدير مكتب الإحصاء الياباني لعام 2012. تبلغ مساحة كادوما 12.28 كم2. بكثافة سكانية تبلغ 10588 نسمة/كم2.

## توأمة
لكادوما (أوساكا) اتفاقيات توأمة مع:
- ساو جوزيه دوس كامبوس

## أعلام
- شينساكو ماتشيدامي
- كيجيورو شيديهارا
- ريوجيرو يويدا